# Нік Кушинг
Ніколас Кушинг (англ. Nicholas Cushing, нар. 9 листопада 1984, Честер), відоміший за скороченим іменем Нік Кушинг (англ. Nick Cushing) — англійський футбольний тренер, який очолює клуб MLS «Нью-Йорк Сіті».

## Тренерська кар'єра

### Манчестер Сіті (жіночий)
Нік Кушинг розпочав роботу в футбольному клубі «Манчестер Сіті» молодшим співробітником у 2008 році, а потім працював на кількох тренерських посадах, починаючи з посади тренера футбольної школи, та пройшов шлях до тренера академії, перш ніж перейшов до жіночої команди клубу. У 2013 році, коли жіночий клуб «Манчестер Сіті» розпочав підготовку до свого першого сезону в нещодавно розширеній жіночій Суперлізі, Кушингу вперше було запропоновано стати головним тренером клубу, і він перейшов на посаду головного тренера жіночої команди, обмінявшись місцями з чинним головним тренером Лі Вудом, який незабаром покинув клуб.
У своєму першому сезоні у найвищому дивізіоні «Манчестер Сіті» розпочав повільно, і лише адаптувався до свого нового статусу команди найвищого дивізіону, фінішувавши 5 із 8 команд, і здобув лише 6 перемог у 14 проведених матчах, хоча сезон був певною мірою успішним, після того, як «Манчестер Сіті» став першою командою за 4 сезони, яка перемогла «Арсенал», та здобула Кубок футбольної ліги. Невиразна гра команди продовжилась і на початку наступного сезону, коли команда набрала лише 5 очок у перших 5 іграх чемпіонату, після чого сезон був перерваний на 2 місяці у зв'язку з початком чемпіонату світу з футболу серед жінок, на якому жіноча збірна Англії зайняла третє місце. Після перерви гра команди Кушинга оживилась, оскільки вона видала серію з 12 перемог у 13 матчах.
Незважаючи на те, що його команда завершила 2015 рік без трофеїв, у наступний сезон вона вступила у прекрасній формі, виступивши без поразок у лізі з безпрецедентним рекордом за пропущеними м'ячами — лише 4 пропущені голи в 16 іграх, і вперше стала переможцем Суперліги. Потім Кушинг додав до свого доробку ще один трофей, другий тріумф у Кубку ліги у матчі, який був також помітним тим, що він вирішив залишитися на додатковий час матчу до фінального свистка, незважаючи на те, що його викликали відвідати дружину, яка народжувала йому третю дитину. Кушинг також додав до своїх трофеїв нагороду найкращого тренера англійської жіночої Суперліги, яку він отримав на церемонії вручення жіночих футбольних призів англійської футбольної асоціації. Хоча «Манчестер Сіті» не зуміла втримати титул чемпіона за результатами короткої весняної першості 2016 року, Кушинг, проте зміг досягти здобуттям усіх національних трофеїв, вигравши Кубок Англії серед жінок, у травні розгромивши 2017 у фіналі «Бірмінгем Сіті».

### Нью-Йорк Сіті
9 січня 2020 року було повідомлено, що Кушинг перейде на посаду помічника головного тренера Ронні Дейли до клубу MLS «Нью-Йорк Сіті», а його останній матч на чолі «Манчестер Сіті» відбувся проти клубу «Арсенал» 2 лютого 2020 року. У червні 2022 року Кушинг став тимчасовим головним тренером клубу після того, як колишній головний тренер Ронні Дейла перейшов до бельгійського клубу «Стандард». 10 листопада 2022 року, перед сезоном 2023 року, Кушинга було призначено постійним головним тренером клубу.

## Титули і досягнення
Манчестер Сіті (жіночий)
- Жіноча Суперліга: 2016[5]
- Кубок Англії серед жінок: 2016—2017[8]
- Кубок Ліги Англії серед жінок: 2014[3], 2016[6]

Індивідуальні
- Жіночий тренер року в Англії: 2016[7]